# Pisík obecný
Pisík obecný (Actitis hypoleucos) je malý dlouhokřídlý pták z čeledi slukovitých a spolu s pisíkem americkým jediný zástupce rodu Actitis.

## Popis
- Délka těla: 20–22 cm
- Rozpětí křídel: 33–40 cm
- Hmotnost: 35–85 g

Pisík obecný je o něco menší než kos, má hnědočerný hřbet, ocas a hlavu s černým, poměrně dlouhým zašpičatělým zobákem a výrazným bílým pruhem nad okem, šedohnědé hrdlo, bílé břicho a hnědožluté končetiny. Samec a samice jsou zbarveni stejně.
Ve střední Evropě si jej můžeme splést snad jen s o něco větším a tmavším vodoušem kropenatým a o něco světleji zbarveným vodoušem bahenním, kteří mají delší nohy a na hrdle podélné skvrnění.

## Rozšíření
Pisík se vyskytuje ve střední a západní Evropě a v mírných oblastech asijského kontinentu až po Kamčatku. Zimuje v západní Evropě, západní Africe, na Blízkém východě, v severní a severozápadní Africe a v Austrálii. Současná žijící populace je odhadována na 2,5–4 miliony jedinců a obývá plochu větší jak 10 000 000 km².
V České republice se vyskytuje nepravidelně na celém území, pravidelně u nás v některých lokalitách hnízdí a naším územím protahuje.
Žije poblíž mělkých stojatých vod, řek, na bahnitých březích větších vodní nádrží a při tahu také na písečných březích.

## Chování
Pisík obecný žije mimo tahů a hnízdění většinou samotářsky, ačkoli byl již několikrát i mimo tyto období zastižen v nevelkých hejnech. Ozývá se charakteristickým „híd“ nebo „hídi didi hídidi“.

## Potrava
Při hledání potravy pomalu brouzdá po vodním dně nebo na břehu a po spatření kořisti ji překvapuje rychlým škubnutím zobáku. Živí se drobnými bezobratlými živočichy, nejčastěji korýši nebo vodním hmyzem, kterého se často zmocňuje i za letu.

## Hnízdění

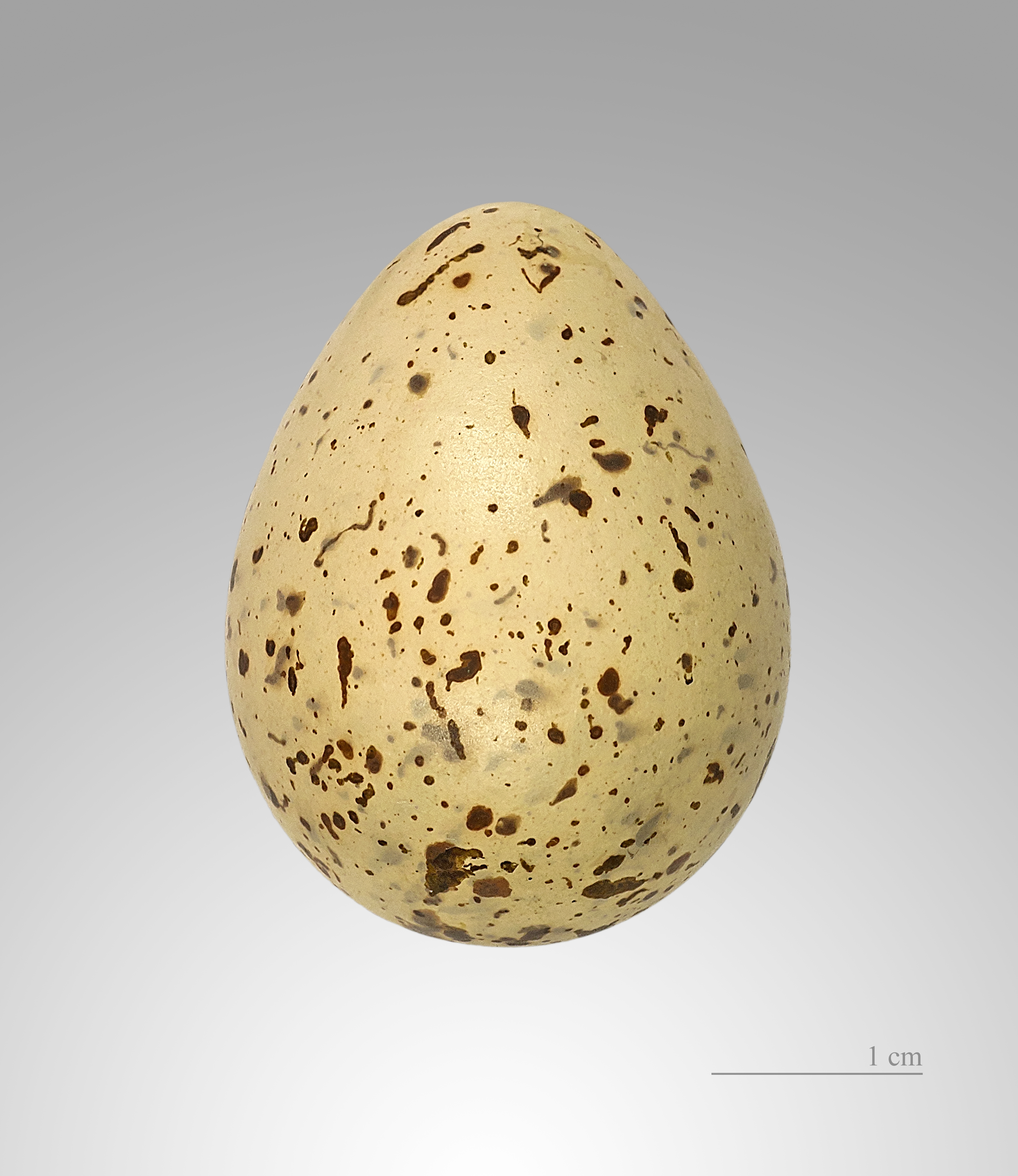
Actitis hypoleucos

Během května až června klade do dobře skrytého dolíku v zemi 3–4 bílá vejce s černým skvrněním, na kterých sedí 20–22 dní střídavě oba rodiče. Mláďata opouštějí hnízdo již po několika hodinách po vylíhnutí a létat dokáží ve věku 3 týdnů.